# Autobrake
L'autobrake è un sistema idraulico automatico che agisce sui freni del carrello d'atterraggio principale installato su alcuni aerei da trasporto moderni. L'autobrake è normalmente utilizzato durante le procedure di decollo e atterraggio, quando l'impianto frenante può essere gestito dai sistemi automatizzati dell'aeromobile al fine di consentire al pilota di svolgere altre attività.

## Atterraggio
Durante l'atterraggio, l'autobrake consente al pilota di dedicarsi al monitoraggio di altri sistemi e procedure. Sono usualmente presenti diverse preimpostazioni per la velocità di decelerazione. La selezione di queste viene normalmente impostata sul quadro strumenti dell'aeromobile prima dell'atterraggio. Sono spesso numerate o etichettate, con "1" o "LO" che si riferisce a una minima intensità della frenata, e numeri o designazioni successive fino a "MAX" che si riferiscono a riduzioni della velocità più brusche.
Quando viene attivata la funzione di atterraggio con autobrake, l'aeromobile attiva automaticamente la frenata delle ruote principali al contatto del carrello anteriore sulla pista. Durante il rullaggio viene trasferito il controllo dei pedali del freno al pilota.
Uno dei principali vantaggi dell'innesto dell'autobrake rispetto alla pressione manuale sui pedali del freno è il meccanismo di decelerazione uniforme dell'autobrake anche in presenza di pista contaminata (ossia con ghiaccio neve o acqua). L'aeromobile decelera automaticamente al livello selezionato, indipendentemente da altri fattori, come la resistenza dell'aeromobile e altri metodi di decelerazione come l'impiego di inversori di spinta o spoiler. In alcuni aeroplani (come ad esempio l'Airbus A380) il pilota, in fase di avvicinamento, può preimpostare l'uscita della pista desiderata nel Flight Management System e il sistema adeguerà automaticamente la forza frenante in modo da rallentare l'aeromobile alla velocità idonea per l'ingresso nella via di rullaggio desiderata.

## Decollo abortito
Durante il decollo, l'autobrake dell'aeromobile può essere impostato sulla modalità di Rejected takeoff, comunemente indicata sul quadro strumenti dell'aeromobile come RTO. Nel caso dei modelli della famiglia Airbus A300-600 e A320, viene impostata la modalità "MAX". Nell'impostazione RTO, il velivolo controlla determinate variabili, a seconda del modello di autobrake. La maggior parte degli autobrake innesta la frenata RTO se il pilota riporta le manette al minimo o se sono attivati gli inversori di spinta.